# Cornel Wilde

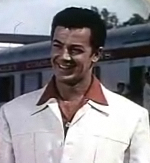
Cornel Wilde.

Cornelius Louis Wilde, conocido como Cornel Wilde (Privigye, Reino de Hungría 13 de octubre de 1912 - Los Ángeles, Estados Unidos 16 de octubre de 1989), fue un actor y director de cine estadounidense de origen húngaro.

## Trayectoria
Cornel Wilde pasó su juventud en Europa antes de llegar a Estados Unidos. Allí dejó sus estudios de medicina por su pasión por el teatro, aunque también fue deportista de renombre y miembro del equipo olímpico de esgrima, aunque renunció a participar en los Juegos Olímpicos de Berlín 1936. A finales de los años treinta comenzó a actuar en Broadway. La primera obra importante en la que apareció es Pasándolo bien, aunque comenzaría a destacar en Romeo y Julieta, producida por Laurence Olivier. Fue interpretando esta obra cuando los estudios de Hollywood se fijaron en él. En el cine comenzó en pequeños papeles, hasta que en 1945 fue nominado al Óscar por su papel en Una canción para recordar. Cornel Wilde destacó sobre todo en papeles románticos y en películas de aventuras, donde puede considerarse uno de los clásicos del género de los años cuarenta y cincuenta, junto con Errol Flynn, Tyrone Power, Stewart Granger, Louis Jourdan y Louis Hayward, entre otros. En 1951 se casó con Jean Wallace, una rubísima actriz de Hollywood, con la que protagonizó The big Combo (1955), una de las mejores actuaciones de ambos.  A mediados de los cincuenta y hasta mediados de la década de los setenta dirigió ocho películas en las que también era el protagonista principal. Falleció en 1989 a causa de una leucemia.

## Filmografía
- En 1941 El último refugio, de Raoul Walsh: este clásico del cine negro fue la primera aparición del actor acreditado, donde realizaba un pequeño papel.
- En 1945 Canción inolvidable, de Charles Vidor: en esta película recibió su primera y única nominación a los Oscars.
- En 1945 Las mil y una noches, de Alfred E. Green. En esta película hacía el rol de Aladino.
- En 1945 Que el cielo la juzgue, dirigida por John M. Stahl, todo un clásico del melodrama donde compartía protagonismo con una inquietante Gene Tierney.
- En 1946 El hijo de Robin Hood; no sería la primera vez que interpretara al hijo de un famoso aventurero.
- En 1952 El mayor espectáculo del mundo, de Cecil B. DeMille. Era una de las muchas estrellas que aparecían en la oscarizada superproducción. Wilde interpretaba a un gran trapecista que sufría un accidente y no podía continuar su profesión.
- En 1952 Los hijos de los mosqueteros, de Lewis Allen. Wilde interpretaba al hijo de D´Artagnan, con Maureen O'Hara, que interpretaba a la hija de Athos.
- En 1952 El conquistador de California, de Lew Landers, película de aventuras del estilo de El Zorro, y que fue una de las películas por las que más dinero cobró.
- También en 1952, un año fructífero para el actor, protagonizó El tesoro del cóndor de oro, dirigida por Delmer Daves, y que era una nueva versión de El hijo de la furia.
- En 1954 Estrella de la India, de Arthur Lubin, película de aventuras, donde fue el protagonista.
- En 1955 Storm Fear fue la primera película que dirigió, donde también fue el protagonista.
- También en 1955 protagonizó The Big Combo, de Joseph H. Lewis, un duro film noir.
- En 1957 Las aventuras de Omar Khayam, donde interpreta al matemático, astrónomo y poeta persa (nacido en 1040 DC).
- En 1959 Al filo de la eternidad, de Don Siegel, donde interpretaba a un sheriff del condado que investigaba un controvertido crimen.
- En 1962 Constantino el Grande, de Lionello De Felice, producción italiana en la que hacía el papel del primer emperador cristiano.
- En 1963 La espada de Lancelot, dirigida por él mismo, era una nueva visión de la historia de amor entre el rey Arturo, su reina Ginebra y su amigo Lancelot. En esta ocasión Wilde se reservaba el papel del apuesto caballero.
- En 1966 The naked prey, con guion de Don Peters y el propio Wilde.
- En 1967 Beach Red, también dirigida por él mismo, era un drama bélico ambientado en la Segunda Guerra Mundial, en el que Wilde interpretaba a un capitán de los marines que desembarcaba en una isla del Pacífico ocupada por los japoneses. Filmada en Filipinas, se dice que inspiró la escena del desembarco de Rescatando al soldado Ryan y sobre todo, La delgada línea roja, de Terrence Malick.

- En 1979 El quinto mosquetero, de Ken Anakin, una nueva versión del hombre de la máscara de hierro donde Wilde interpretaba a D´Artagnan.

## Premios y distinciones
Premios Óscar
| Año  | Categoría   | Película            | Resultado |
| ---- | ----------- | ------------------- | --------- |
| 1946 | Mejor actor | Canción inolvidable | Nominado  |